# Guglielmo De Angelis D’Ossat

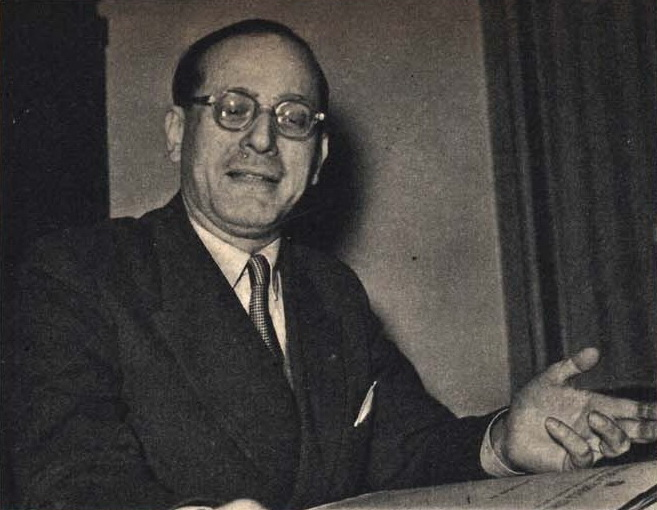
Guglielmo De Angelis d’Ossat, 1952

Guglielmo De Angelis D’Ossat (* 28. Juli 1907 in Rom; † 10. April 1992 ebenda) war ein italienischer Architekt, Architekturhistoriker, Restaurierungstheoretiker und von 1947 bis 1960 Generaldirektor der Verwaltung für Altertümer und Schöne Künste.

## Leben und Ausbildung
Guglielmo ist einer von drei Söhnen des Geologen und Paläontologen Gioacchino De Angelis d’Ossat (1865–1957) und seiner Frau Matilde Milani. Er ging ins Gymnasium „Liceo Tasso“, wo er seinen Abschluss machte, bevor er sich mit 19 Jahren bei Gustavo Giovannoni in der sechs Jahre zuvor gegründeten Scuola di Architettura di Roma zum Architekturstudium einschrieb. Giovannoni war zugleich Bauhistoriker und Denkmalpfleger und gilt als einflussreicher Spezialist seines Faches in Italien. Bereits vier Jahre später, am 23. November 1931, machte De Angelis dort seinen Abschluss und erhielt die Befähigung, in seinem Fach zu arbeiten. Anschließend ging er nach Griechenland, um in Athen sein Studium für Altertümer fortzusetzen. Guglielmo war mit Adriana Robimarga verheiratet.

## Arbeit und Bildung
1933 erhielt De Angelis ein Stipendium als Assistenzarchitekt in der Verwaltung für Denkmäler, Museen, Galerien und Ausgrabungen von Altertümern, das dem Denkmalamt der Superintendentur für mittelalterliche und moderne Kunst in Genua unterstellt war. Im Dezember 1933 verließ er die Fakultät für Architektur am Mailänder Polytechnikum, nachdem er dort seinen Abschluss als Architekt gemacht hatte. Im Folgesemester 1933/34 war er Assistent von Piero Barbieri, Professor am Lehrstuhl für Privatarchitektur an der Königlichen Ingenieurschule der Universität Genua.
Nun gelangte Angelis d’Ossat in der Administration der Denkmalschutzverwaltung schnell nach oben. Zunächst wurde er Zentralinspektor für Altertümer und Schöne Künste im Ministerium für Nationale Bildung und wurde 1947 Generaldirektor für Altertümer und Schöne Künste. Diese Position war besonders anspruchsvoll, weil er sie während der unruhigen Zeit des Wiederaufbaus nach dem Krieg bis 1960 innehatte.
Neben der Verwaltungstätigkeit unterrichtete er weiter an der Universität La Sapienza in Rom. Bereits 1937 erhielt er einen Lehrauftrag für die stilistischen und konstruktiven Merkmale von Denkmälern, ein Fach, in dem er 1942 eine Dozentenstelle bekam. In den Jahren 1942 bis 1950 war er außerdem Assistent für Kunstgeschichte und Geschichte und Stile der Architektur. 1955 wurde er zusätzlich Nachfolger von Vincenzo Fasolo als Direktor des Instituts für Architekturgeschichte. Diese Funktion sollte er bis zu seiner Pensionierung im Jahr 1982 behalten.
1960 wurde er zum ordentlichen Professor für Restaurierung von Denkmälern berufen, trat als Generaldirektor für Altertümer und bildende Künste zurück und übernahm den Lehrstuhl für stilistische und konstruktive Merkmale von Denkmälern an der Fakultät für Architektur in Rom, den er bis 1977 innehatte. Von 1972 bis 1977 war er auch Dekan der Fakultät für Architektur.
Im Jahr darauf gründete er zusammen mit Fasolo die Postgraduiertenschule für das Studium und die Restaurierung von Denkmälern. Er leitete dieses Institut ebenfalls bis 1982. Seine Lehrtätigkeit erstreckte sich zunächst auf das historische und das künstlerische Studium von Denkmälern und später auch auf das historische und künstlerische Studium des Mittelalters. Zusätzlich war Angelis d’Ossat gefragter Experte und Sachverständiger in diesen Fächern. Er protegierte das Centre International d’Étude pour la Conservation et la Restauration des Biens culturels (ICCROM) und das International Council on Monuments and Sites (ICOMOS), zu deren Gründungsmitgliedern er gehörte und dem er in den Jahren 1964/65 vorstand. Die Forschungstätigkeit und theoretische Ausarbeitung auf dem Gebiet der Restaurierung, die Angelis d’Ossat in den Jahren seiner Tätigkeit im Bereich des Denkmalschutzes ausgiebig praktisch erprobte, ist von einem gewissen Pragmatismus geprägt. Er vermeidet Sensationen und widmet – in der Zeit des Wiederaufbaus nach dem Krieg besonders wichtig – dem Wiederaufbau zerstörter Denkmäler viel Raum. anders als sein Vorgänger in den Jahren 1945 und 1947, Ranuccio Bianchi Bandinelli.

## Werke (Auswahl einiger Monographien)
Seine beiden wichtigsten Schriften zu Theorie und Praxis der Restaurierung sind
- Geschichte der Architektur (Realtà dell’architettura, 1982) und

- Restauration von Gebäuden (Sul restauro dei monumenti architettonici, 1995)

mit der er die bis dahin verstreuten Publikationen in zwei Werken zusammenfasst. In mehr als 50 Jahren hat er darüber hinaus zahlreiche weitere Werke veröffentlicht:
- L’Importanza architettonica del battistero di Frejus…, 1936
- La Geologia delle catacombe romane, 1943
- Musei e gallerie d’arte in Italia, 1945–1953, 1953
- Topografia generale. 1–2, 1953–1954
- Realtà dell’architettura: apporti alla sua storia, 1933–78, 1982